# Intelsat 4
O Intelsat 4 (IS-4), anteriormente denominado de PAS-4, foi um satélite de comunicação geoestacionário construído pela Hughes. Ele esteve localizado na posição orbital de 72 graus de longitude leste e foi operado inicialmente pela PanAmSat e posteriormente pela Intelsat, empresa sediada atualmente em Luxemburgo. O satélite foi baseado na plataforma HS-601 e sua expectativa de vida útil era de 15 anos.

## História
Em 2000, foi anunciado que o satélite estava com problemas. o mesmo foi vendida para a Intelsat e agora é conhecido como Intelsat 4, onde ele continuou operando o computador de controle de backup.

## Lançamento
O satélite foi lançado com sucesso ao espaço no dia 3 de agosto de 1995, às 22:58 UTC, por meio de um veículo Ariane-42L H10-3 a partir do Centro Espacial de Kourou, na Guiana Francesa. Ele tinha uma massa de lançamento de 2.920 kg.

## Capacidade e cobertura
O Intelsat 4 era equipado com 30 transponders em banda Ku para fornecer serviços para a Ásia, África, Oriente Médio e Europa.